# 1re cérémonie des Saturn Awards
La 1re cérémonie des Saturn Awards, récompensant les films, séries télévisées et téléfilms sortis en 1972 et les professionnels s'étant distingués cette année-là, s'est tenue le 18 mai 1973.

## Meilleur film de science-fiction
- Abattoir 5 (Slaughterhouse-Five)

## Meilleur film d'horreur
- Blacula, le vampire noir (Blacula)